# Söderhamn
Söderhamn és una ciutat de Suècia de la província de Hälsingland. Pertany al comtat de Gävleborg.
Es troba a prop del Golf de Bothnia i de la badia de Söderhamn, a la costa oriental del país.
Viuen uns 12.100 habitants i en una àrea de 1036 hectàrees. A la ciutat hi ha un grapat de botigues al llarg del carrer Kungs, (Kungsgatan) ple d'un arbrat. Malgrat que al llarg del temps esfondraren molts edificis emblemàtics de fusta, encara queden alguns edificis vells i ben conservats, com l'església d'Ulrika Eleonora, construït entre 1685 i 1692, dissenyada per Nicodemo Tessin "El Jove". També cal esmentar l'edifici de l'ajuntament construït entre 1660 i 1669 per Gustav N. Runer, un constructor de la ciutat de Gävle, però un incendi que destruí la ciutat en 1876 la farien restaurar a estil renaixentista holandès per Ernst Jacobsson.
A una plaça entre l'ajuntament i el riu hi ha un obelisc posat en 1899 i que era part de l'Exposició d'Estocolm de 1897. En aquest obelisc apareix un medalló-camafeo amb el relleu del rei Gustau Adolf II de Suècia, fundador de la ciutat. L'obelisc és obra de l'enginyer suec, Gustaf Hultquist.
Söderhamns també té l'edifici "Taladre Hall" construït entre 1747-1748 per Cristòfol Polhem. L'edifici fou el lloc on guardaren rifles durant la Primera Guerra Mundial. Més endavant, l'edifici fou donat a la ciutat i des de llavors és utilitzat com a museu.
El teatre de Söderhamns, d'estil neoreinaxement fou construït entre 1880 i 1882, dissenyat per Johan Erik Stenberg i amb la decoració de Carl Grabow.
L'Institut de Batxiller Staffan era l'antic College Hall, construït entre 1861-1864 per Johan Söderlund i decorat per Axel Lindegren. Al llarg del segle XX ha sofert diversos treballs de restauració.
Al barri del East Hill, al centre de la ciutat, es troba la Torre Oscarsborg, construït en 1895, disseny de Gustaf Hultquist.
Al pas del temps s'ha convertit en un símbol conegut de la ciutat.
Sönderhamn té un petit camp de golf i diversos parcs municipals per passejar.